# Talang Rimbo Lama
Talang Rimbo Lama is een bestuurslaag in het regentschap Rejang Lebong van de provincie Bengkulu, Indonesië. Talang Rimbo Lama telt 3898 inwoners (volkstelling 2010).